# Charles Scharrès
Pour les articles homonymes, voir Scharrès.
Charles Scharrès, né le 13 octobre 1888 à Liège et mort le 13 octobre 1957 à Bruxelles, est un pianiste, compositeur et pédagogue belge.

## Biographie
Charles Scharrès est le fils de Jacques Scharrès (1865-1935), mouleur de sable dans la métallurgie, devenu chanteur comique et acteur pour le théâtre wallon. Charles entre au Conservatoire de Liège en 1896. Il y suit les cours des Liégeois Jules Debefve, professeur de piano, Joseph Jongen, professeur d'harmonie, et Jean-Théodore Radoux, professeur de fugue. Il ne tarde pas à se produire en public, puisque le 15 mars 1897, à l’occasion d’une représentation au théâtre wallon d’Angleur, organisé au bénéfice de son père, il monte sur scène avec son violon, instrument qu'il pratique également. 
Il obtient les premiers prix de piano (1905), d'harmonie (1906), de musique de chambre (1907), la médaille d'or pour le piano (1907) et le premier prix pour la fugue (1908). Il se rend ensuite à Bruxelles pour y étudier la composition avec Paul Gilson, probablement en privé. Dès 1910, il intègre le corps professoral de la Scola Musicae, école de musique fondée à Bruxelles en 1905, dirigée par Théo Charlier et soutenue par Arthur De Greef et Eugène Ysaÿe. L'année suivante, il fonde son premier duo avec le violoniste Marcel Jorez (1880-1967), aimant interpréter entre autres les sonates de César Franck et Guillaume Lekeu. Durant la Première Guerre mondiale, il reste en Belgique tandis que nombre de ses collègues musiciens se sont réfugiés à Londres. Il commence à composer, notamment un Chant élégiaque pour violoncelle et piano (1915), écrit en souvenir du lieutenant Georges Wittouck, mort pour la patrie le 13 octobre 1914. Après le conflit mondial, Charles Scharrès se marie à Londres, en 1919, avec Blanche Libion, née à Liège, qui sera son épouse jusqu'en 1945. En 1926, le couple Scharrès achève la construction par l'architecte Georges Verlant d'une maison Art Déco au n° 10 Square Larousse à Bruxelles, demeure qui abrite une salle de concert conçue pour accueillir des prestations de musique de chambre, dont celles du trio que Scharrès a mis sur pied en 1923 avec le violoniste Edmond Harvant (1895-1952) et le violoncelliste Jacques Kuhner (1878-1947). Charles Scharrès continuera à vivre dans cette maison après avoir épousé en secondes noces son élève Élisabeth Decamp (1916-1997), qui sera à son tour professeur de piano.
Charles Scharrès va se produire en tant que pianiste essentiellement en Belgique bien qu'il donne également des concerts de façon ponctuelle en France, en Espagne, en Allemagne, en Suisse et au Luxembourg. La plupart de ses prestations se font dans les salles bruxelloises de la Scola Musicae, du Cercle d'Art Union et de la Grande Harmonie ainsi que dans un local baptisé Studio Scharrès, où prendront places ses concerts thématiques. Mais on note aussi de nombreuses apparitions dans les villes de Liège (salle Renson, de l'Émulation et Concerts Dumont-Lamarche), Anvers,La Louvière ou Charleroi. Instrument de diffusion de masse par excellence, l'Institut national de radiodiffusion (INR), lui permet également de proposer à un large public le répertoire contemporain qui lui tient à cœur grâce à l'enregistrement de plusieurs concerts.
Parmi ses œuvres de prédilection, figurent, entre autres, celles des compositeurs belges Joseph Jongen, Auguste De Boeck, Jean Absil, Gaston Brenta, François Rasse, Francis de Bourguignon, Sylvain Dupuis mais également des compositeurs français Emmanuel Chabrier, Ernest Chausson, Gabriel Fauré, Claude Debussy, Maurice Ravel, Camille Saint-Saëns et Darius Milhaud. Toutefois, à l'instar de son contemporain Vincent d’Indy, Charles Scharrès s'intéresse également à la musique ancienne et, si les pièces jouées dès 1907 en concert ne suffisent pas, sa bibliothèque musicale, conservée à la section de la musique de la Bibliothèque royale de Belgique, témoigne de cet intérêt via le nombre de partitions anciennes qu'elle renferme.
Scharrès se démarque également par sa volonté de donner une dimension didactique à certaines de ses prestations via des cycles de concerts thématiques : les six récitals de l’année 1946-1947 portés sur « Quelques chefs-d'œuvre pianistiques du XIXe siècle», le cycle de 1950-1951 consacré aux écoles classique allemande, romantique allemande, française, russe, espagnole et belge ou encore celui de 1952 concernant l'évolution de la sonate et les œuvres pianistiques inspirées par la danse.
Prodiguant essentiellement son talent de musicien et de pédagogue en Belgique, il a consacré une intense énergie à défendre la musique contemporaine belge et étrangère. Lié aux deux grandes personnalités de l'avant-garde musicale belge, l'avocat Octave Maus, personnalité majeure du Cercle des XX et de la Libre Esthétique, et la peintre Anna Boch, il apparaît comme un acteur important de la sphère avant-gardiste de cette période.
En dehors de son activité d'interprète virtuose, Charles Scharrès verse également dans la pédagogie via son poste de professeur de piano au Conservatoire de Bruxelles. Il est nommé dans cette institution en 1920, lorsqu'Arthur De Greef prend en charge la classe de perfectionnement. Il s'occupe de la classe des jeunes filles puis, dès 1921 et jusqu'à sa mise à la retraite en 1954, de la classe des jeunes gens. Parmi ses élèves figurent les compositeurs belges René Bernier et Peter Cabus. Les cours de composition qu'il a suivis chez Paul Gilson donneront également le coup de départ d'une série de pièces écrite par Scharrès à partir de 1914 où les pièces pour piano seul tiennent évidemment le haut du pavé. La plupart de celles-ci seront éditées par L'Art Belge puis son repreneur Bosworth.

## Le fonds Charles Scharrès
Le fonds Charles Scharrès a rejoint les collections musicales de la Bibliothèque royale de Belgique (KBR) par legs d'Élisabeth Decamp, veuve de Charles Scharrès, en 1998. Riche de plus de 1500 partitions imprimées, dont certaines illustrées par Magritte, d'une centaine de manuscrits autographes, de programmes de concert et coupures de presse, ce fonds est une source importante pour l'étude de la vie musicale belge de la première moitié du XXe siècle. Il est constitué, en outre, de documents iconographiques et d'archives sonores avec quelque 220 disques 33 et 45 tours et 10 bandes magnétiques. Il a servi de base de recherche pour l'élaboration du mémoire de Fanny Rifflet (voir Bibliographie).
Il est intéressant de noter que Charles Scharrès avait pris l'habitude de noter sur ses partitions de concert les dates et lieux de ses prestations, notes fournissant des informations de première main pour l'étude du pianiste et du répertoire de cette période.
(Plus d'informations à propos du fonds sur le site de la Bibliothèque Royale de Belgique)